# Andrzej Halemba
Andrzej Halemba (Chełm Śląski, 19 novembre 1954) è un presbitero e traduttore polacco, padre missionario fidei donum, direttore del Centro di Formazione Missionaria, Segretario della Commissione per le Missioni dell’Episcopato Polacco, delegato dei missionari della Conferenza Episcopale Polacca, fondatore del Museo della Missione a Brzęczkowice. Dal 2006 al 2020 lavorava per l’organizzazione internazionale “Aiuto alla Chiesa che soffre” (ACS) dove era direttore responsabile del sostegno alla Chiesa nei paesi d’Africa, di Medio Oriente e della penisola arabica. Nel 2020 ha lanciato un Iniziativa Internazionale “Il nostro cammino verso Dio”, il progetto mondiale di evangelizzazione.

## Biografia

### Gioventù e vocazione sacerdotale
Nato il 19 novembre 1954 a Chełm Śląski, figlio di Eryk Halemba e di Maria, il cui cognome da nubile è Ryszka e fratello di Bernard. Ha frequentato le scuole primarie nel 1969 nella sua città natale e ha continuato gli studi al liceo di Tadeusz Kościuszko a Mysłowice. Era attratto dalla filosofia e dall’antropologia. Diplomato nel 1973, entrò nel Seminario dell’Alta Slesia a Cracovia. Ha proseguito gli studi all’Accademia Pontificia di Teologia di Cracovia, dove, nel 1981, ha conseguito la laurea in teologia. Il 3 aprile 1980 è stato ordinato sacerdote da Monsignor Herbert Bednorz nella cattedrale di Katowice. Vicario presso la parrocchia Santi Pietro e Paolo a Świętochłowice, assisteva con grande impegno i Bambini di Maria, un gruppo di sostegno ai missionari. Già a quest’epoca cercava di partire in missione.

### Vocazione missionaria e lavoro in Zambia
Nel 1979, in occasione del primo pellegrinaggio di Giovanni Paolo II in Polonia, l’incontro con il Cardinale senegalese Hyacinthe Thiandoum di Dakar influenzò la sua decisione in modo significativo. Il cardinale africano colpì molto il giovane seminarista per la sua franchezza, la sua apertura e il suo grande senso dell’umorismo. In seguito ad una preparazione linguistica approfondita, partì per lo Zambia dove ha vissuto dal 1983, servendo per 10 anni come missionario fidei donum nella diocesi di Mbala (ad oggi Kasama), per la missione di Mambwe. L’impegno missionario di padre Halemba non si è limitato esclusivamente alla pastorale, ma ha coperto parimenti molti altri ambiti. In quanto missionario, ma già in quanto prete, si è donato tutto a tutti. Ha offerto trattamenti sanitari malgrado le risorse molto limitate e le diverse difficoltà: malnutrizione dei pazienti, epidemia di malaria, mancanza di antibiotici, di vaccini, tasso di mortalità perinatale elevato in quanto l’ospedale più vicino era situato a 80 km e non si riusciva sempre a trasportare i malati in tempo. Sormontando gli ostacoli per salvare la vita di ognuno, i missionari si sono impegnati, con il sostegno anche economico della popolazione locale, a costruire un ospedale caritatevole a Mambwe, alla periferia della diocesi del paese. Grazie all’aiuto amministrativo del vescovo, Monsignor Adolf Fürstenberg, il sostegno finanziario dei benefattori e poi all’impegno durante le ore di lavoro per la popolazione locale, tale ospedale è stato costruito in due anni. Padre Halemba ha parimenti contribuito alla fondazione della prima scuola materna e del primo liceo della missione a Mambwe.

### Traduzioni al servizio dell’evangelizzazione
Il popolo di Mambwe è stata la prima delle 72 tribù ad accogliere i missionari cattolici. I primi padri bianchi si sono fermati a Mambwe Mwela ed hanno acquistato dagli arabi 200 schiavi trasportati attraverso l’antica “via degli schiavi” descritta da Stevenson, che collegava la provincia del Nord con l’Atlantico e l’oceano Indiano. È lì che ha avuto luogo il primo insediamento cristiano e la prima scuola. Tuttavia, malgrado il passare del tempo, il popolo Mambwe non possedeva il Nuovo Testamento nella propria lingua. La traduzione Protestante della fine del XIX era superata, con molte inflessioni della lingua swahili, forme di lingua obsoleta e incoerenza grammaticale; la popolazione Mambwe l’adoperava a malincuore. Era necessaria una nuova traduzione che fosse più comprensibile per le giovani generazioni. Il giovane missionario, con un gruppo di consulenti locali, ha intrapreso la traduzione e in due anni ha elaborato una traduzione del Nuovo Testamento nella lingua del popolo Mambwe. L’impressione di tale opera è stata donata dal missionari polacchi di fidei donum in occasione del Giubileo del centenario della Chiesa cattolica in Zambia, nel 1991. Nel 1994 padre Haleba ha pubblicato un dizionario mambwe-inglese, sul quale ha lavorato per dieci anni (1984-1994). Tale dizionario contiene 17.500 termini ed è il dizionario più completo della lingua bantù in Zambia. Nel 2007 ha pubblicato due opere importanti: il dizionario inglese-mambwe, sulla base del dizionario, contenente 21.300 termini e una grammatica della lingua mambwe; ha inoltre compilato il lavoro di un missionario d’Africa, il padre bianco Marcel Petitclair e ha corretto il Messale Romano in lingua mambwe. Nel 2009 padre Halemba ha contribuito alla pubblicazione della Bibbia per bambini in lingua Mambwe intitolata “Dio parla ai suoi bambini” ("God speaks to his children") e un testo di sostegno liturgico per i catechisti in tre volumi (“Lezionari liturgici Mambwe A, B e C).

### Impegno scientifico
Nell’anno 1993-1994 padre Halemba ha intrapreso gli studi complementari in missiologia all’Accademia di teologia Cattolica (ATK) di Varsavia, terminati con una tesi di laurea intitolata “Alcuni aspetti dell’inculturazione del popolo Mambwe alla luce della lettera apostolica di Paolo VI Africae terrarum”. Nel 2004 ha conseguito il titolo di dottore in scienze teologiche con tesi di dottorato intitolata “Valori religiosi ed etici nei proverbi del popolo Mambwe - Zambia” ("Religious and ethical values in the proverbs of the Mambwe people – Zambia "). Nel 2005 ha pubblicato “I proverbi del popolo Mambwe” in lingua mambwe e in lingua inglese. Tali testi hanno salvato dall’oblio numerosi aspetti delle tradizioni Mambwe. Sono in corso due nuove pubblicazioni: il secondo tomo “Racconti africani in inglese-mambwe” e “Storia e costumi del popolo Mambwe in Zambia”.

### Lavoro per le missioni
Nel 1996 è diventato direttore del Centro di Formazione Missionaria e segretario della Commissione per le Missioni dell’Episcopato Polacco. Nel 1999 è stato nominato delegato dei missionari. A quest’epoca è stato il pioniere di molte azioni e di molti concorsi, tra i quali i concorsi “Il mio compagno di scuola in Africa” e “L’olimpiade missionaria”. Nel 2003 ha terminato il suo lavoro per la Commissione per le Missioni dell’Episcopato Polacco e per il Centro di Formazione Missionario.
Durante i suoi viaggi pastorali e missionari ha raccolto souvenirs sotto forma di oggetti usati nel quotidiano, opere d’arte (soprattutto africane, ma anche indiane e papue) e oggetti di culto. Dalle sue tante collezioni ha eretto il museo missionario del Cardinal August Hlond, che ha aperto i battenti il 12 gennaio 2004 nella parrocchia missionaria Nostra Signora dei Dolori a Brzęczkowice. Attraverso molti articoli, interviste e partecipazioni a numerose conferenze, ha contribuito alla pubblicizzazione delle missioni e al risveglio delle vocazioni missionarie. Siccome è molto legato all’Africa, vi ritorna ogni anno e da anni organizza degli incontri di missionari polacchi a Lusaka, e un concorso di cultura Mambwe, come festival della tradizione linguistica, dell’arte oratoria, di poesia, di narrazione di racconti, di canti e di danze.

### Aiuto alla Chiesa che Soffre (Aid to the Church in Need International / Kirche in Not)
Dal 2006 al 2020 padre Halemba lavorava per l’organizzazione internazionale “Aiuto alla Chiesa che Soffre” (ACS/ACN) avente sede a Königstein im Taunus (Germania). Dal 2006 al 2010, si occupava del paesi anglofoni e lusofoni d’Africa. Dal 2010 si occupa della Chiesa del Medio Oriente (Terra Santa, cioè Israele e Palestina, Libano, Giordania, Siria, Iraq, Iran, Afghanistan, Turchia, Cipro, Azerbaigian, Georgia, Armenia, Egitto, Etiopia ed Eritrea) e della penisola arabica (Arabia Saudita, Yemen, Oman, Kuwait, Qatar, Bahrein, Emirati Arabi Uniti).
Nel corso del genocidio dei cristiani del Medio Oriente ha soccorso la Chiesa colpita dalla guerra e perseguitata, in particolare in Iraq e in Siria. È autore del programma “Ritorno alle radici”, i cui finanziamenti sono arrivati da varie parti del mondo e ha consentito la ricostruzione di case private e di infrastrutture della Chiesa in Iraq. Grazie a tale iniziativa, quasi la metà delle famiglie cristiane sfollate sono potute entrare in casa propria. Anche in Siria le sue attività caritative ed ecumeniche hanno permesso ai cristiani di sopravvivere al peggio e a continuare a sperare(" Candele per la pace in Siria (archiviato dall'url originale il 26 luglio 2019).", " Rosario per la pace (archiviato dall'url originale il 7 ottobre 2019).", "Consolate il mio popolo"-Peregrinatio dell'Icona della  Madonna dei Dolori, Consolatrice dei Siriani.). Il suo ecumenismo pratico ha avviato una collaborazione locale e rinforzato la comunità cristiana, testimoniando Dio-Amore. Il sostegno materiale, gli sforzi diplomatici e la difesa della pace hanno salvato la presenza dei cristiani nelle loro terre autoctone, culla della fede cristiana in Medio Oriente. Nell’ambito delle sue attività, ha sostenuto diversi portali d’informazione (principalmente il “Comitato di ricostruzione di Ninive” e “ Cristiani in Siria (archiviato dall'url originale il 4 giugno 2019).”). Padre Halemba ha creato un sistema informatizzato avanzato per la gestione dei progetto e del controllo di gestione “ACNaid”. In qualità di scienziato, padre Halemba conduce delle ricerche che documentano la persecuzione e il genocidio dei cristiani in Medio Oriente, e delle ricerche sociologiche ed etnografiche.

### Iniziativa Internazionale “Il nostro cammino verso Dio”
Il suo essere al servizio delle missioni è culminato nel 2020 nella creazione di una Iniziativa Internazionale “Il nostro cammino verso Dio”, il progetto mondiale di evangelizzazione. Questa iniziativa mira ad aiutare tutti coloro che cercano di conoscere Dio, la fede cristiana e ricevere il battesimo. Si propone di condividere la Buona Novella su Dio a ogni persona, senza eccezioni. L'iniziativa "Il nostro cammino verso Dio" ha portato all'avvio di un ciclo di catechesi bibliche radicate nella tradizione della Chiesa, esse sono destinate ai candidati al battesimo di lingua araba. Tale specifico vade mecum per i catecumeni, scritto da don Michel Sakr e don Antoine Assaf, è stato pubblicato in libro cartaceo, in audiolibro e in versione numerizzata sotto forma di applicazione internet ed è stato anche tradotto in versioni bilingue: arabo-inglese, arabo-francese, arabo-tedesco, arabo-italiano e arabo-spagnolo, arabo-polacco e persiano (farsi)-tedesco.

### Distinzioni e titoli onorifici
2015 - Titolo onorifico di Archimandrita concesso da SE Issam John Darwish, Arcivescovo dell'Arcivescovo greco-cattolico melchita di Zahle e Forzol in Libano.
2019 - Premio della rivista "Inside the Vatican" destinato alle 10 persone che, con le loro parole e la loro vita, danno testimonianza della speranza che Dio esiste e viene a salvare il suo popolo, conferito ogni anno dalle rivista "Inside the Vatican", che fornisce un rapporto su quello che accade nel mondo nel cuore della Chiesa.
2019 - Croce d’oro al merito della Repubblica di Polonia per premiare altissime benemerenze a favore delle persone bisognose d’aiuto e e nel disimpegno di attività svolte a fini sociali, filantropici ed umanitari.
2019 - Medaglia d'oro dell’Università Cardinal Stefan Wyszyński a Varsavia al riconoscimento del sostegno, della collaborazione e dell’azione a favore dello sviluppo di questa Università.
2019 - Premio "Pro Redemptione" in riconoscimento del suo lavoro per i cristiani perseguitati e bisognosi, assegnato a sacerdoti che prestano servizio all'estero conferito dalla rivista trimestrale di teologia pastorale "Homo Dei").
2020 - Titolo onorifico di Corepiscopo, dignità corrispondente a quella di vicario generale, concesso da Cardinale Louis Raphaël I Sako, Patriarca di Babilonia dei Caldeidi a Baghdad in Iraq.